# Evoğlu (Tərtər)
Evoğlu è un comune dell'Azerbaigian situato nel distretto di Tərtər. Conta una popolazione di 1 957 abitanti.